# Международный конференц-центр Кеньятта
Междунаро́дный конфере́нц-центр Кенья́тта (англ. The Kenyatta International Convention Centre; сокр. KICC; до 2013 года — The Kenyatta International Conference Centre) — 32-этажное сооружение в Найроби, Кения. Находится на городской площади Найроби и является местом работы ряда правительственных учреждений, включая недавно избранных сенаторов.
Центр включался в списки лучших мест для проведения конференций на континенте. Международный конференц-центр Кеньятта был высочайшим зданием в Найроби вплоть до 2000-х годов, когда завершилось строительство Таймс Тауэр, принадлежащего Налоговому управлению Кении. С тех пор центр уступил место по высоте нескольким новым постройкам, в том числе открытому в 2016 году UAP Old Mutual Tower, а также находящимся в стадии строительства Hass Towers, проекту самого высокого небоскрёба в Африке.

## История

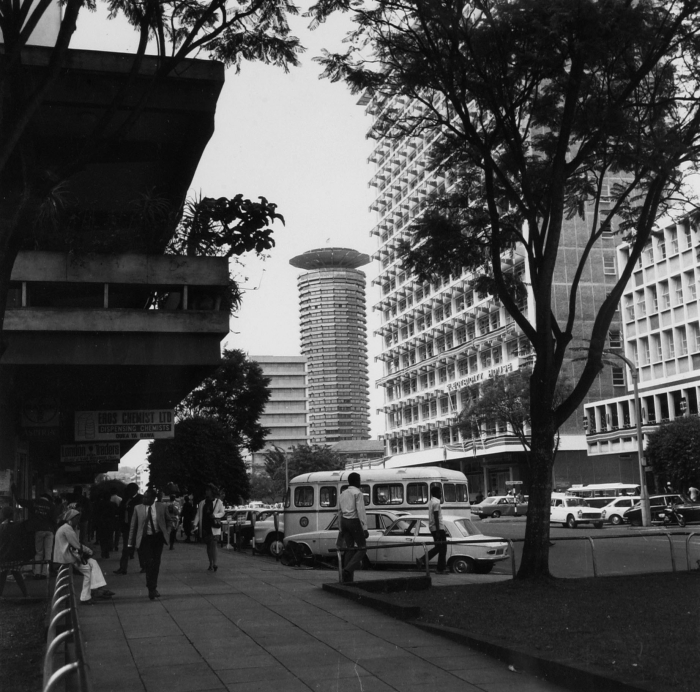
Конференц-центр в 1973 году

Строительство Международного конференц-центра Кеньятта (сокр. KICC) началось в 1967 году по заказу Джомо Кеньятты, первого президента Кении. Проектированием центра занимались Дэвид Мутисо и норвежский архитектор Карл Хенрик Нёствик, строительство велось подрядчиками Solel Boneh и Factah и проходило в три этапа. На первом этапе строительства был построен подиум, затем — здание самого центра, на последней стадии был построен пленарный зал. Строительство было завершено в 1973 году, и в сентябре того же года под руководством президента Кеньятты состоялась церемония открытия центра.
Позже конференц-центру был присвоен статус государственной корпорации, в соответствии с Законом о туризме от 2011 года, вступившим в силу в 2012 году. В то время как центр известен как одно из ведущих мест проведения совещаний в Найроби, в соответствии с принятым законом, в его полномочия стало входить развитие и содействие государству как месту, наиболее предпочтительному для деловых поездок и MICE-мероприятий. Подобные мероприятия были признаны в качестве одного из четырёх основных видов продукции, подлежащих разработке согласно программе развития страны Kenya Vision 2030. В сентябре 2013 года была отмечена 40-я годовщина создания комплекса, а название центра сменено на The Kenyatta International Convention Center.

## Устройство

### Общее устройство

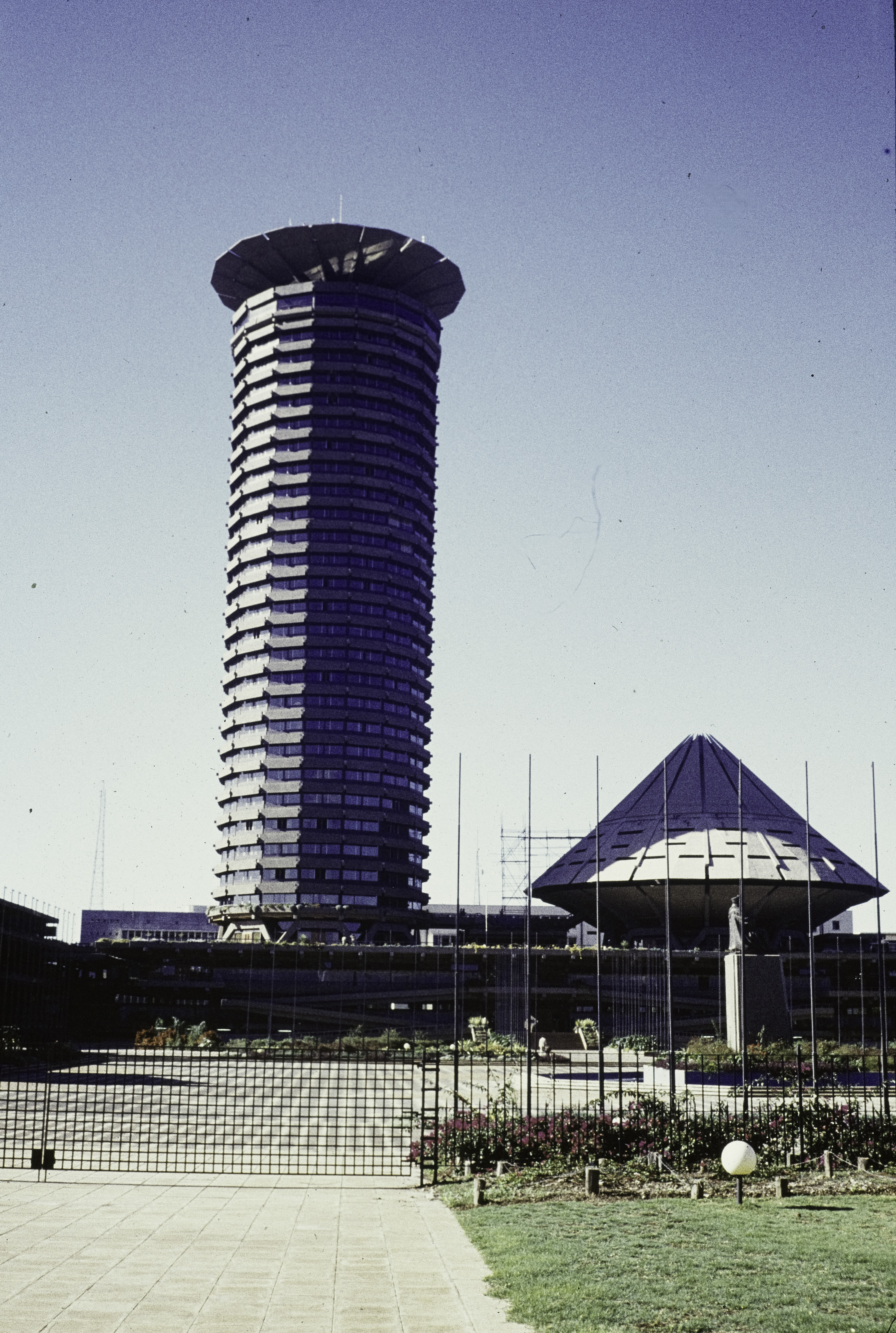
Международный конференц-центр Кеньятта в 1975 году

В настоящее время центр является одним из самых высоких зданий в Найроби и имеет высоту 105 метров. Здание центра состоит из 32 этажей и включает вращающийся ресторан с панорамным видом на город Найроби. Оборот на 360° происходит раз в 76 минут.
В здании центра расположено несколько помещений для конференций и собраний, самое большое из них имеет вместимость более 4000 человек. Конференц-центр также оснащён оборудованием для синхронного перевода с поддержкой до семи языков, в нём расположен современный бизнес-центр, банковское учреждение, туристические агентства, охраняемая парковка. Иногда центр изображают как символ Найроби.

### Амфитеатр
Амфитеатр рассчитан на мероприятия среднего масштаба и вмещает 800 человек, имеет три балкона, окружающих основной зал, что позволяет проводить деловые встречи. Амфитеатр оснащён кабинками для синхронного перевода, полностью автоматизированной системой записи, системой звукового оповещения и звукоизоляцией.

### Внутренний двор
Внутренний двор — асфальтированный двор общей площадью 75 метров, в центре которого расположена статуя Джомо Кеньятты. Он разрабатывался в качестве места отдыха для посетителей конференций и имеет вместимость 4000 человек. Внутренний двор включает в себя сады, бассейны и гейзерные фонтаны. Многочисленные флаги и балконы во дворе используются для размещения рекламы.

### Участок КОМЕСА
Участок КОМЕСА включает обширную территорию с видом на здание парламента Кении. В 1999 году в KICC была проведена крупнейшая в истории Кении выставка, в которой приняли участие представители всех стран КОМЕСА. Среди присутствовавших были девять глав государств, приехавших на встречу глав государств. Участок может использоваться для проведения крупных выставок или парковки для 1000 автомобилей.